# Chrysometa bolivia
Chrysometa bolivia är en spindelart som beskrevs av Claude Lévi 1986. Chrysometa bolivia ingår i släktet Chrysometa och familjen käkspindlar. Inga underarter finns listade i Catalogue of Life.